# Parents Music Resource Center

L'etichetta di avviso della RIAA

Con il nome di Parents Music Resource Center (Centro d'Informazione Musicale per Genitori) o PMRC si indica un'associazione statunitense nata nel 1985 — e attiva fino a circa tutti gli anni novanta — con lo scopo di valutare sotto il profilo morale ed educativo il contenuto dei prodotti discografici, in particolare per quanto riguardava i riferimenti sessuali più o meno espliciti che essi veicolavano.
Vista come un'associazione di censura delle opere musicali, nell'arco di tutta la sua attività fu sia promotrice di dibattiti con diversi musicisti, ai quali tentò di imporre divieti e raccomandazioni al fine di evitare linguaggi e iconografie considerate sconvenienti per un pubblico non adulto, che oggetto di accese controversie e di feroci critiche da parte di buona parte del mondo rock storico, segnatamente di artisti come Frank Zappa, i Quiet Riot e i Dead Kennedys.

## Storia

### Le origini

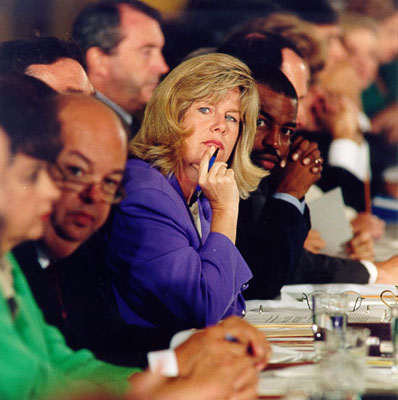
Tipper Gore, cofondatrice della Parents Music Resource Center

I prodromi dell'associazione sono riferibili a una lettera inviata dalla Parent-Teacher Association alla RIAA (l'associazione statunitense dei produttori discografici) e a 30 case discografiche alla fine del 1984: in tale lettera si chiedeva di etichettare quei dischi che contenessero «contenuti espliciti» non adatti a un pubblico di minori, sì da non «esporre a sorpresa» questi ultimi all'ascolto o alla visione di materiale ritenuto dai genitori «sconveniente»; la richiesta ricevette un rifiuto pressoché unanime.
Quasi contemporaneamente la moglie dell'allora Rappresentante al Congresso e futuro vicepresidente degli Stati Uniti d'America Al Gore, Mary Elizabeth "Tipper" Gore, dopo avere ascoltato un brano di Prince incluso nella colonna sonora di Purple Rain, che sua figlia all'epoca dodicenne aveva appena acquistato (la canzone Darling Nikki riporta il passo «Conoscevo una ragazza di nome Nikki - potremmo definirla una ninfomane - la incontrai nell'androne di un albergo - mentre si masturbava su di una rivista») si convinse della necessità di fondare un gruppo d'opinione che inducesse i discografici a informare gli acquirenti circa i contenuti dei loro prodotti, convinzione rafforzata dopo aver visto alcuni videoclip su MTV a suo dire apportatori di un messaggio negativo e sessista (quali, ad esempio, Hot for Teacher dei Van Halen, Rock You Like a Hurricane degli Scorpions e Looks That Kill dei Mötley Crüe); coagulò intorno all'iniziativa altre mogli di personaggi in vista come Susan Baker (moglie del futuro segretario di Stato James Baker), Sally Nevius (moglie di John, presidente del consiglio comunale di Washington) e Pam Howar (moglie di un importante agente immobiliare della Capitale statunitense) e, all'inizio del 1985, diede vita al Parents Music Resource Center.

### La lista dei "Filthy Fifteen"
Tra i primi atti che la neonata associazione intraprese vi fu quello di indurre 19 case discografiche a firmare nell'agosto 1985 un protocollo di collaborazione che le impegnava ad apporre un disclaimer sui dischi che la PMRC giudicava fossero veicolo di contenuti sconvenienti per i minori.
La PMRC stilò anche una prima lista di 15 brani musicali dell'epoca, tutti meritevoli, a suo giudizio, del cosiddetto Parental Advisory perché i genitori fossero messi in guardia dal contenuto potenzialmente sconveniente presente in ciascuno di essi.
La lista fu ribattezzata The Filthy Fifteen (Gli Sporchi Quindici); risaltano la presenza di brani e interpreti considerati mainstream come la scozzese Sheena Easton con Sugar Walls (le quali, letteralmente mura di zucchero, furono lette come le labbra della vulva), Madonna con Dress You Up (riferimento a un rapporto sessuale) e Cyndi Lauper con She Bop (in cui fu letto autoerotismo con un dildo) oltre a gruppi heavy metal come Black Sabbath, Venom, Mötley Crüe e gli australiani AC/DC e il citato Prince.
|    | Artista         | Brano                         | Causa                  |
| 1  | Prince          | Darling Nikki                 | Sesso - masturbazione  |
| 2  | Sheena Easton   | Sugar Walls                   | Sesso                  |
| 3  | Judas Priest    | Eat Me Alive                  | Sesso                  |
| 4  | Vanity          | Strap on Robbie Baby          | Sesso                  |
| 5  | Mötley Crüe     | Bastard                       | Violenza               |
| 6  | AC/DC           | Let Me Put My Love into You   | Sesso                  |
| 7  | Twisted Sister  | We're Not Gonna Take It       | Violenza               |
| 8  | Madonna         | Dress You Up                  | Sesso                  |
| 9  | W.A.S.P.        | Animal (Fuck Like A Beast)    | Sesso                  |
| 10 | Def Leppard     | High 'N' Dry (Saturday Night) | Abuso di droga e alcol |
| 11 | Mercyful Fate   | Into the Coven                | Occultismo             |
| 12 | Black Sabbath   | Trashed                       | Abuso di droga e alcol |
| 13 | Mary Jane Girls | In My House                   | Sesso                  |
| 14 | Venom           | Possessed                     | Occultismo             |
| 15 | Cyndi Lauper    | She Bop                       | Sesso - masturbazione  |

### L'audizione in Senato del 1985
Prima che l'accordo con le case discografiche entrasse in vigore, comunque, vi fu un'audizione al Senato cui presenziarono la PMRC e, quale controparte, gli artisti Dee Snider dei Twisted Sister, il cantante country John Denver e Frank Zappa, noto nell'ambiente musicale per le sue posizioni eterodosse; a testimoni i senatori Paula Hawkins (repubblicana) e Al Gore (democratico).
L'audizione ebbe luogo il 19 settembre 1985: l'intervento di Zappa in particolare fu articolato e polemico, benché formalmente l'argomento in discussione non fosse l'imposizione di qualsivoglia censura sui contenuti dei dischi, ma l'adesione o meno a una volontaria policy di avviso preventivo sulla natura di tali contenuti.
Zappa esordì «a uso della stampa estera, che potrebbe non aver ben chiaro perché stiamo qui a discutere» dando lettura del Primo emendamento della costituzione (quello riferito al divieto imposto al Congresso di emanare o permettere comportamenti lesivi della libertà di stampa e di espressione del pensiero) e, a seguire, contestando in toto gli scopi che la PMRC si prefiggeva di ottenere: «La proposta del PMRC è un nonsenso fallato all'origine che, a parte non apportare alcun beneficio ai ragazzi, lede le libertà civili dei cittadini adulti e promette di tenere, per gli anni a venire, occupati i tribunali cui sarà demandato il compito di avere a che fare con i problemi interpretativi e sanzionatori impliciti in questa proposta»; aggiungendo inoltre che «il PMRC si propone di eliminare la forfora tramite la decapitazione […] Nessuno obbliga la signora Gore o la signora Baker a portarsi a casa i dischi di Prince o di Sheena Easton. Grazie alla Costituzione, sono libere di scegliere altri generi musicali per i loro figli […] In pratica le pretese della PMRC suonano come un manuale d'istruzioni per addomesticare ogni compositore e ogni cantante, usando a pretesto i testi di alcuni di essi. Signore, come vi permettete?».
Un altro punto su cui Zappa focalizzò l'attenzione era la figura dell'artista intesa come personaggio pubblico esposto in prima persona: «Le valutazioni sui dischi vengono di solito equiparate a quelle dei film. A parte le altre differenze, se ne trascura una fondamentale: in un film gli attori sono ingaggiati per fingere. Non importa quanti giudizi negativi possa riscuotere il film, la cosa non tocca l'attore. Diverso è il discorso per i musicisti: molti di loro producono ed eseguono in proprio la musica che essi stessi scrivono, e la loro figura si identifica con la loro arte: stigmatizzare la loro musica significa anche (che lo si voglia o no) stigmatizzare la loro persona. Di questo passo, quanto ci vorrà prima che agli artisti venga imposto di indossare al braccio una fascia con il disclaimer della PMRC in caratteri rossi?».

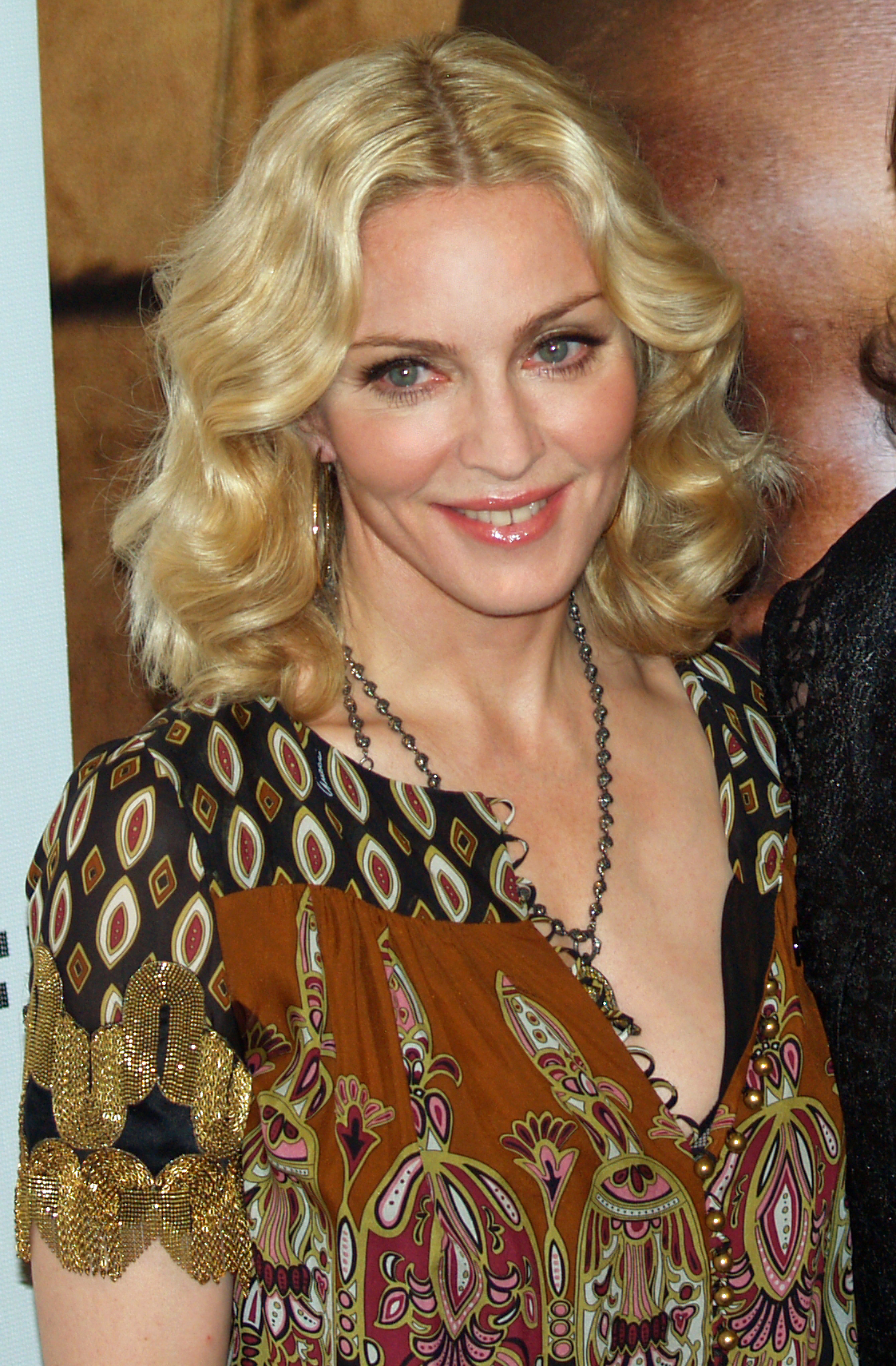
La cantante Madonna, anch'essa inclusa nella lista della PMRC

Più pacato, ma non meno critico, l'intervento di John Denver, il secondo in ordine di tempo a riferire in audizione, il quale, a parte lo stigmatizzare gli effetti pratici di qualsiasi azione censoria (lamentò nel corso dell'audizione che la sua Rocky Mountain High fosse stata bandita da molte stazioni radio per via di supposti riferimenti all'assunzione di droga: «Si trattò chiaramente di un'interpretazione errata: ma chi mi garantisce che un qualsiasi organismo pubblico preposto a valutare una mia canzone giudicherebbe meglio?»), sottolineò che l'iniziativa del PMRC fosse, a suo avviso, «dettata dalla paura»: «come disse il presidente Roosevelt, non abbiamo da temere altro che noi stessi.
Io non temo nulla: non temo che ciò che i miei figli possano vedere, possa essere mostrato loro o fatto in loro presenza sminuisca in alcun modo il mio ascendente su di loro e la loro capacità di crescere, di essere adulti responsabili e forse, un giorno, anche di servire in questa rispettabile istituzione» per concludere, a domanda precisa, di essere «contrario, in quanto artista, a qualsiasi sistema di valutazione preventiva sui contenuti, sia pure volontario».
L'intervento di Dee Snider tese invece a stigmatizzare il ruolo della PMRC, da lui giudicato falsificatorio, dannoso e inopportuno.
Riguardo alla prima affermazione egli citò tre occasioni in cui la PMRC fece false affermazioni su di lui e il suo gruppo: nel brano Under the Blade, tratto dall'omonimo album dei Twisted Sister del 1982, Tipper Gore lesse un elogio di sadomasochismo, bondage e stupro; in realtà il riferimento era alla paura che ognuno, in maniera più o meno conscia, prova di fronte a un imminente intervento chirurgico (era il caso di un suo compagno di band che aveva raccontato la sua esperienza alla vigilia di un ricovero): «chiunque può trovare in questo brano quello che vuole. Chi cerca riferimenti alla chirurgia ci può trovare riferimenti alla chirurgia. Tipper Gore cercava riferimenti al BDSM, e ce li ha trovati»; nel caso del video di We're Not Gonna Take It furono mosse accuse alla presunta violenza contenuta in esso, laddove, Snider puntualizzò, si trattava dello stesso tipo di situazioni mostrate nei cartoni animati nei quali un personaggio, anche dopo «aver subìto una catastrofe», si rialzava perfettamente integro; di nuovo fu chiamata in causa Tipper Gore, citata per avere rilasciato una dichiarazione in cui accusava il gruppo di Snider di sessismo basandosi sul fatto di avere visto alcuni adolescenti vestire magliette con la scritta "Twisted Sister" accompagnata alla figura di una donna ammanettata e a gambe divaricate; magliette che, Snider sostenne, non erano mai state legate al gruppo e che il gruppo non aveva mai né promosso né commercializzato, aggiungendo anzi che la loro idea di rock and roll è egualitaria e non sessista.
Per quanto concerne i danni che la PMRC arrecava, Snider tornò su quest'ultima accusa: spargere l'idea che il gruppo fosse sessista o promuovesse violenza sulle donne fu definito «irresponsabile, lesivo della nostra reputazione e diffamatorio»; infine, riguardo all'invasività e inopportunità dell'azione di tale associazione, Snider disse che «c'è un punto dove sono d'accoordo con la PMRC, e come me probabilmente molti genitori, ed è che il mio compito di padre è quello di sorvegliare su cosa i miei figli guardano, ascoltano e leggono nella loro preadolescenza. Ma questa è una responsabilità che ricade unicamente sulle spalle mie e di mia moglie: nessuno, né il Governo né la PMRC, è autorizzato o capace di giudicare in mia vece. I genitori possono anche esser grati alla PMRC perché rammenta loro che la loro guida è insostituibile. Ma questo è il punto in cui il compito della PMRC finisce e oltre il quale non deve andare».

### L'adozione dell'etichetta
Il 1º novembre 1985, ad audizione ancora in corso, la RIAA acconsentì ad apporre l'avviso sui dischi (ribattezzato Tipper Sticker ovvero "L'etichetta di Tipper" e, come tale, entrato nella cultura popolare), riservandosi tuttavia il potere discrezionale su quali titoli da etichettare e comunque sempre in maniera generica, al contrario di quanto chiedeva il PMRC, che avrebbe desiderato l'etichettatura precisa in base al testo: nonostante la natura puramente volontaristica di tale etichettatura, che entrò nel merito dei contenuti solo a partire dal 1990, essa fu definita «infame» da chi si opponeva a qualsiasi forma di censura o autocensura preventiva; di conseguenza numerosi esercizi (come per esempio Wal-Mart) si rifiutarono di vendere i dischi etichettati dalla RIAA (cosa questa che indusse molte industrie a pubblicare versioni "tagliate" dei loro dischi e CD per evitare di uscire da tale canale di vendita); varie furono le opere etichettate su pressione della PMRC; tra le più controverse azioni dell'associazione figura la marcatura dell'album Jazz from Hell (1986) di Frank Zappa, che non presenta testi in quanto completamente strumentale.
Il motivo addotto dalla PMRC per segnalarlo all'attenzione dei genitori fu che uno dei brani riporta il titolo G-Spot Tornado, in cui fu letto il riferimento al punto G della vagina, anche se vi fu chi lo denunciò come un pretesto per operare una ritorsione contro l'artista, che durante l'audizione al Senato aveva ferocemente irriso le fondatrici del PMRC.

### Reazioni degli artisti
L'iniziativa della PMRC fu vista da molti artisti come un tentativo di introdurre surrettiziamente una forma di censura nelle modalità di fruizione del prodotto musicale; non mancarono quindi lavori tendenti a denigrare, avversare e parodiare il comportamento dell'associazione e della RIAA.
Tra le opere più note si citano:
- Mother (1988), dei Danzig, gruppo heavy metal statunitense che fa riferimenti e critiche precise al sistema di etichettatura: in un'intervista del 1999 il leader del gruppo Glenn Danzig definì Tipper Gore «una fottutissima censuratrice»[17];
- Master of Puppets (1986) dei Metallica: sul frontespizio del 33 giri figurava un adesivo rosso di avvertimento, in cui si avvertiva l'ascoltatore che l'unico brano da non ascoltare era Damage, Inc. perché conteneva la parola Fuck; l'etichetta mostrava inoltre un elenco di parolacce, specificando che tali termini non erano presenti in alcun altro brano del disco;
- il video di The Wild and the Young (1986) dei Quiet Riot, raffigurante una società distopica di tipo orwelliano, nel finale fa un riferimento alla PMRC;
- The P.M.R.C. Can Suck on This! (1987) dei NOFX uscì con una copertina in bianco e nero raffigurante un fotomontaggio in cui la cantante e televangelista pentecostale Tammy Faye Messner sodomizzava con uno strap-on dildo[18] l'allora marito, e predicatore anch'egli, Jim Bakker; la seconda edizione del disco uscì con una copertina diversa;
- Hook in Mouth (1988), dei Megadeth, dall'album So Far, So Good... So What! è un'invettiva contro la PMRC e Tipper Gore «grazie a cui ci ritroviamo quest'infame etichetta»[19]; nel video di In My Darkest Hour, tratto dallo stesso album, sul basso di David Ellefson è visibile un adesivo con la scritta Fuck the PMRC;
- Freedom of Speech (1989) di Ice-T, dall'album The Iceberg/Freedom of Speech... Just Watch What You Say contiene un'invettiva contro Tipper Gore: Yo Tip, what's the matter? You ain't gettin' no dick? - You're bitchin' about rock'n'roll, that's censorship, dumb bitch («Tip, qual è il problema? Non scopi abbastanza? Stai rompendo con il rock'n'roll, questa è censura, stronza!»); qualche anno più tardi Ice-T ammise che «Tipper Gore è l'unica donna che abbia mai insultato, intendo nel modo più infamante del termine»[20][21];
- Ode to Tipper Gore (1990) dei Warrant, dall'album Cherry Pie, era essenzialmente una collezione di insulti dichiarati durante i loro vari concerti contro Tipper Gore e la PMRC; in seguito il brano fu censurato.
- Startin' Up a Posse (1991) degli Anthrax, dall'album Attack of the Killer B's contiene il testo: «These seven words you're trying to take - Shit, fuck, satan, death, sex, drugs, rape - Right or wrong it's our choice to make»;
- Censorshit (1992) dei Ramones, dall'album Mondo Bizarro: [the sticker is] just a smoke screen form the real problems : saving and loan deficit, the homeless, the environment («[l'etichetta è] solo fumo negli occhi per coprire i veri problemi : crack finanziario, senzatetto, ambiente»);
- Jello Biafra, durante un concerto che figura in Mutiny on the Bay dei Dead Kennedys (live, 2001), arringa la folla raccomandando di acquistare una copia dei loro dischi autoprodotti «prima che la PMRC chiuda i negozi che li vendono».
- tra altri artisti e gruppi noti che hanno fatto riferimenti alla PMRC figurano ad esempio gli Aerosmith (F.I.N.E.) ed Eminem (White America).

Più in generale, è dubbio se il sistema di etichettatura serva a prevenire l'accesso dei minori a contenuti considerati sconvenienti: in tempi più recenti a finire etichettato dalla RIAA fu l'album di Eminem The Eminem Show, e tra i favorevoli al sistema figura, per esempio, il rapper statunitense Ja Rule: «Questo è quanto possiamo fare come musicisti: incollare l'etichetta e avvertire i genitori»; Philip Bailey degli Earth, Wind & Fire, al contrario, sostenne che avere un disco nel mirino della PMRC è il miglior modo «per aumentare le vendite in certe aree: tutto ciò di cui hai bisogno è qualcuno che ti censuri affinché il tuo prodotto si trasformi in qualcosa che tutti vogliono avere».

### Lo scioglimento e l'eredità
Benché l'attività della PMRC, che negli anni novanta mantenne l'acronimo ma trasformò il suo nome in Partners Music Resource Center, si sia progressivamente diradata fino allo scioglimento di fatto, la sua eredità è rimasta nell'etichetta che tuttora compare su numerosi CD musicali e video.
Nel 1987, cercando anche di rispondere alle pesanti critiche ricevute a seguito della sua attività nella PMRC, Tipper Gore scrisse di essersi decisa a fare qualcosa quando si accorse che il cosiddetto Porn Rock (i riferimenti sessuali in brani dei Judas Priest, Mötley Crüe ma anche Sheena Easton e altri) stava divenendo maggioritario, sottolineando altresì che la soluzione non è la censura; ciononostante sosteneva la necessità di rinforzare la sorveglianza su quanto i figli di genitori responsabili dovessero essere autorizzati a fruire.
Tuttavia più di vent'anni più tardi, quando suo marito Al, all'epoca vice del presidente Bill Clinton, si candidò per le elezioni presidenziali del 2000, Tipper Gore chiese il supporto in campagna elettorale ad alcune band le quali, se fosse esistito all'epoca dei loro primi lavori il Parental Advisory, ne sarebbero stati oggetto: è il caso dei Grateful Dead, prestati alla causa di Al Gore per la raccolta di fondi, anche se Glenn Danzig denunciò tale manovra come un'operazione di facciata tesa solo a tentare di riguadagnare credibilità e stigmatizzò il comportamento di quei gruppi come i R.E.M. e gli stessi Grateful Dead che «si erano prestati a esibirsi per la campagna elettorale del marito di una censuratrice, che vuole bandire la musica da questo Paese».